# Gottlieb Graf von Haeseler
Gottlieb Ferdinand Albert Alexis Graf von Haeseler (Potsdam, 18 gennaio 1836 – Harnecop, 25 ottobre 1919) è stato un generale tedesco.
Veterano della Seconda guerra dello Schleswig, della guerra austro-prussiana e della franco-prussiana, fu aiutante di campo del Principe Federico Carlo di Prussia e comandante del XVI Corpo d'armata di Metz. Ricoprì la carica di Quartiermastro generale dell'esercito tedesco, fu membro della Camera dei signori di Prussia, e durante la prima guerra mondiale ebbe ruoli puramente onorifici.

## Biografia
Nato a Potsdam il 18 gennaio 1836, figlio di August Alexis Eduard (1801-1882) e Albertine von Schönermark (1812-1867), frequentò l'Accademia di Cavalleria del Brandenburgo, il Pädagogium di Halle an der Saale e, infine, si arruolò nella scuola cadetti  dell'Esercito prussiano.  Nel 1853 entrò in qualità di sottotenente nel Reggimento "Ussari di Zieten", e nel 1860 divenne aiutante di campo del principe Federico Carlo di Prussia. Partecipò alla guerra con la Danimarca (1864), alla guerra austro-prussiana (1866), e tra il 1866-1867 prestò servizio come comandante di squadrone del 15º Reggimento Ussari “Königin Wilhelmina der Niederlande“ (Hannoversches).
Nel 1867 fu promosso al grado di maggiore e successivamente prese parte alla guerra franco-prussiana (1870-1871).  Dopo la firma del trattato di pace nel 1871, si dimise da Quartiermastro generale dell'esercito di occupazione, e tra il 1873 e il 1879 comandò l'11º Reggimento Ulani "Graf Haeseler" (2. Brandenburgisches). A partire dal 1879 diresse il dipartimento di Storia militare dello stato maggiore dell'esercito, nel 1880 assunse il comando della 12ª Brigata di cavalleria, e nel 1881 fu promosso al grado di Generalmajor. Nel 1883 assunse il comando della 31ª Brigata di cavalleria, nel 1886 fu promosso al grado di Generalleutnant, e a partire dal 4 dicembre dello stesso anno al 14 gennaio 1887 fu comandante della 20ª Divisione di fanteria. Tra il 15 gennaio 1887 al 21 marzo 1889 fu comandante della 6ª Divisione di fanteria, passando poi, per un breve periodo, a ricoprire la carica di Quartiermastro generale presso il Generalstab. Promosso General de Kavallerie, dal 24 marzo 1890 al 17 gennaio 1903 ricoprì l'incarico di comandante del neocostituito XVI Corpo d'armata, avente Quartier generale presso la fortezza di Metz. Nel corso del 1903 fu promosso al grado di Generaloberst, ritirandosi dal servizio attivo e siedendo presso la Camera dei signori di Prussia operò a favore dell'istituzione delle scuole professionali e del movimento degli scout.

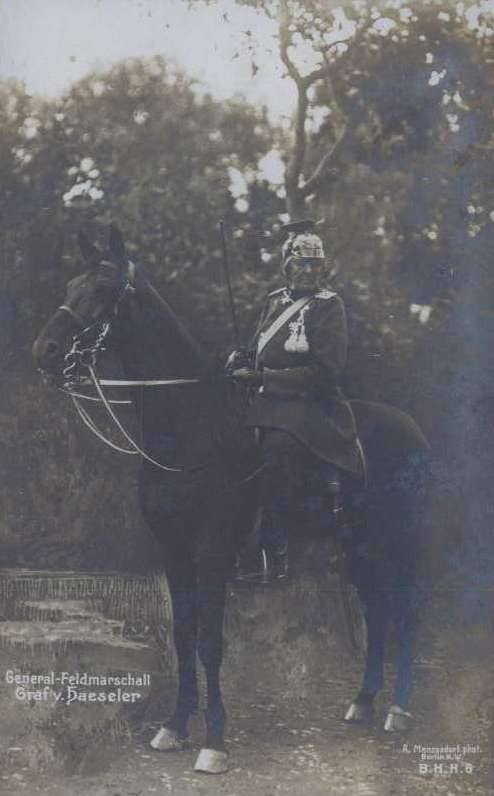
Gottlieb von Haeseler in divisa degli Ulani

Dopo la morte del generale Alfred von Schlieffen il suo nome fu preso in considerazione per ricoprire la carica di Capo di Stato maggiore dell'esercito al pari di Moritz von Bissing, Colmar von der Goltz e alcuni altri, ma gli fu preferito von Moltke.
Nel 1905 fu promosso al grado di Generalfeldmarschall, e durante la prima guerra mondiale non ricoprì alcune incarico operativo, ma partecipò come osservatore presso il XVI Corpo d'armata alle fasi iniziali della guerra. Ritiratosi definitivamente a vita privata si spense a Harnekop il 25 ottobre 1919.

### Monumenti e riconoscimenti
La statua del paladino Rolando che si trova sulla facciata della stazione ferroviaria di Metz, mostrava originariamente la faccia del feldmaresciallo conte Haeseler, tra il 1890-1903 comandante del XVI Corpo d'armata e primo governatore della fortezza. La statua in stile medioevale aveva la spada alzata e lo scudo con l'Aquila imperiale tedesca. Dopo il ritorno dell'Alsazia-Lorena alla Francia la statua fu modificata rimanendo tale fino all'occupazione tedesca seguita alla sconfitta della Francia nel 1940. Al termine della seconda guerra mondiale la statua fu nuovamente modificata, assumendo il suo aspetto attuale. La caserma del Fallschirmjägerbataillons 261 di Lebach (Saarland) portà il suo nome, così come la ex caserma del Versorgungsbataillons 2 di Kassel-Niederzwehren. 
La fortezza di Metz assunse il suo nome (1899–1905), venendo in seguito ribattezzata "Verdun". Gli sono state intitolate diverse strade, tra gli altri a Berlino, Brema, Düsseldorf, Norimberga, Lünen e Wuppertal.
Nel film francese Verdun, visions d'histoire diretto dal regista Léon Poirier, il personaggio del vecchio Maresciallo comandante, interpretato dall'attore Maurice Schutz, è liberamente ispirato a lui. In realtà la battaglia fu in gran parte condotta dal Konstantin Schmidt von Knobelsdorf comandante del XVI. Armee-Korps nel dicembre 1916, sostituito poi da Adolf Wild von Hohenborn.

## Onorificenze

### Onorificenze tedesche
- Preußisches Dienstauszeichnungskreuz

## Opere
- Zehn Jahre im Stabe des Prinzen Friedrich Karl. 3 volumi, E.S. Mittler & Sohn, Berlin 1910–1915 (Digitalisat: Band 2)